# Rossana Quitongo
Rossana Wandy Adão Tavares Quitongo (née le 15 septembre 1990) est une joueuse de handball angolaise. Elle est membre de l'équipe d'Angola de handball féminin, et a participé au Championnat du monde de handball féminin 2011 du Brésil.
Elle joue pour le club Primeiro de Agosto.